# Ksienija Pałkina
Ksienija Nikołajewna Pałkina, też Ksienija Ułukan (ur. 13 grudnia 1989 w Chabarowsku) – kirgiska tenisistka.

## Kariera tenisowa
Zadebiutowała w październiku 2004 roku, otrzymując od organizatorów dziką kartę, na udział w kwalifikacjach do turnieju WTA w Taszkencie. Debiut nie był udany i tenisistka odpadła już po pierwszym meczu. W maju 2005 roku wygrała kwalifikacje do turnieju ITF w Ahmadabadzie, w Indiach i w turnieju głównym dotarła do ćwierćfinału gry pojedynczej. W końcówce roku odniosła swoje pierwsze sukcesy w grze podwójnej, w rozgrywkach cyklu ITF, rozgrywanych w Indiach. Najpierw w Bombaju dotarła do finału, a potem w Pune wygrała turniej, w obu tych przypadkach partnerując Włoszce Nicole Clerico. W styczniu 2006 roku, po raz pierwszy w karierze, osiągnęła finał gry singlowej w Nowym Delhi a tydzień później wygrała turniej singlowy w Muzaffarnagar, pokonując w finale reprezentantkę gospodarzy Meghhę Vakarię. W sumie wygrała jedenaście turniejów singlowych i dwadzieścia siedem deblowych rangi ITF.
We wrześniu 2007 roku zagrała w kwalifikacjach do turnieju WTA w Taszkencie, które wygrała, pokonując w decydującym meczu Marię Korytcewą i po raz pierwszy zagrała w turnieju głównym. Osiągnęła w nim ćwierćfinał, wygrywając w dwóch pierwszych rundach z Kaciarynę Dziehalewicz z Białorusi i Vladę Yekshibarovą z Uzbekistanu. W ćwierćfinale przegrała z Wiktoryją Azaranką. W następnym roku zagrała w kwalifikacjach do turnieju wielkoszlemowego US Open, ale przegrała z Marią Eleną Camerin. Potem ponownie wygrała kwalifikacje w Taszkencie, ale w turnieju głównym wygrała tylko jeden mecz, z Olgą Goworcową, a w drugiej rundzie, po trzysetowym meczu przegrała z Rumunką Ioaną Raluca Olaru. W roku 2009 wzięła udział w kwalifikacjach do wszystkich czterech turniejów wielkoszlemowych, ale nie udało jej się przejść etapu kwalifikacji i zagrać w fazie głównej.
W marcu 2009 roku osiągnęła najwyższą w karierze pozycję w światowym rankingu, plasując się na 163 miejscu.
Tenisistka była także reprezentantką kraju w rozgrywkach Pucharu Federacji.
W 2022 roku została zdyskwalifikowana na szesnaście lat (w tym sześć lat w zawieszeniu), z rozpoczęciem upływu kary datowanym na 22 listopada 2019 roku, za ustawianie meczów i naruszenie zasad antykorupcyjnych.

## Wygrane turnieje rangi ITF
| turnieje z pulą nagród 100 000 $ |
| turnieje z pulą nagród 75 000 $  |
| turnieje z pulą nagród 50 000 $  |
| turnieje z pulą nagród 25 000 $  |
| turnieje z pulą nagród 15 000 $  |
| turnieje z pulą nagród 10 000 $  |

### Gra pojedyncza
|     | Data       | Turniej       | Kat. | ($)    | Naw.      | Finalistka             | Wynik            |
| 1.  | 05/02/2006 | Muzaffarnagar | ITF  | 10 000 | trawiasta | Meghha Vakaria         | 6:2, 7:6         |
| 2.  | 27/04/2008 | Namangan      | ITF  | 25 000 | twarda    | Marija Kondratjewa     | 6:0, 3:6, 6:3    |
| 3.  | 22/06/2008 | Turyn         | ITF  | 10 000 | ziemna    | Giulia Gatto-Monticone | 6:0, 6:4         |
| 4.  | 28/03/2010 | Namangan      | ITF  | 25 000 | twarda    | Hanna Piweń            | 3:6, 6:4, 6:4    |
| 5.  | 25/04/2010 | Ałmaty        | ITF  | 10 000 | twarda    | Jewgienija Paszkowa    | 7:5, 4:6, 6:4    |
| 6.  | 24/02/2013 | Szymkent      | ITF  | 10 000 | ziemna    | Sabina Sharipova       | 7:6(3), 7:6(3)   |
| 7.  | 12/05/2013 | Szymkent      | ITF  | 10 000 | ziemna    | Kamiła Kierimbajewa    | 6:3, 5:7, 6:1    |
| 8.  | 22/09/2013 | Antalya       | ITF  | 10 000 | ziemna    | Caroline Romeo         | 6:3, 6:1         |
| 9.  | 25/04/2015 | Szymkent      | ITF  | 10 000 | ziemna    | Ksenija Szarifowa      | 6:4, 6:4         |
| 10. | 17/05/2015 | Antalya       | ITF  | 10 000 | twarda    | Melis Sezer            | 4:6, 7:6(6), 6:2 |
| 11. | 23/09/2018 | Szymkent      | ITF  | 15 000 | ziemna    | Maryna Chernyshova     | 1:0 krecz        |